# Anna Leśkiewicz
Anna Leśkiewicz (ur. 3 lutego 1894 w Łużnej, zm. 1 września 1980 tamże) – polska nauczycielka. Podczas II wojny światowej uczestniczyła w tajnym nauczaniu. Patronka szkoły podstawowej w Łużnej.

## Życiorys
Anna urodziła się w wielodzietnej rodzinie chłopskiej. Do jej rodziców – Antoniego Stępnia i Katarzyny z domu Klimek – należało 20 hektarów gruntów, lecz ze względu na liczbę dzieci rodzina znajdowała się w trudnej sytuacji materialnej.
Anna rozpoczęła naukę w miejscowej szkole powszechnej. W drugim roku nauki jej wuj, proboszcz parafii pod Rzeszowem, wziął ją do siebie i zapewnił ukończenie czteroklasowej szkoły. Po powrocie do domu rodzinnego jeden z krewnych uzyskał u rodziców zgodę na jej dalszą naukę. W Nowym Sączu, opiekując się sparaliżowaną matką krewnego, ukończyła czteroklasową szkołę i podjęła dalszą naukę w seminarium nauczycielskim. Po roku przeniosła się do Krakowa, gdzie zdała maturę w 1914 roku.
Podjęciu pracy w zawodzie nauczycielskim przeszkodził wybuch I wojny światowej. W październiku 1915 roku otrzymała posadę nauczycielki w Grzęsce koło Przeworska. Po roku pracy w miejscowej szkole została przeniesiona do szkoły dwuklasowej w Gorliczynie, gdzie przepracowała trzy lata.
W roku 1919 wyszła za mąż za Władysława Leśkiewicza, działacza wiejskiego, z wykształcenia prawnika i przeniosła się z nim do miasta Lipna w pobliżu Bydgoszczy, gdzie podjęła pracę w siedmioklasowej szkole żeńskiej. Założyła w niej m.in. kółko dramatyczne. Jej mąż podjął pracę w organizowaniu spółdzielczości i jeździł po wsiach, zdobywając członków do spółdzielni rolniczych i kółek rolniczych. W trakcie wypełniania obowiązków służbowych mocno podupadł na zdrowiu i zmarł w roku 1927, w wieku 44 lat. Po śmierci męża spadło na Annę utrzymanie dwojga dzieci, matki męża i jej wnuka. Rok później zmarła jej trzyletnia córeczka.
Wybuch II wojny światowej zniweczył plany kształcenia syna, który zgłosił się ochotniczo do konwojowania aresztowanych Niemców. Matce, która pozostała bez środków do życia, przyszły z pomocą materialną koleżanki szkolne. W czasie kampanii wrześniowej syn dostał się do niewoli niemieckiej. Po wielu perypetiach Anna wspólnie z wychowankiem wystarała się o zwolnienie go z hitlerowskiego obozu.
Powróciła następnie do rodzinnej miejscowości, gdzie podjęła pracę w miejscowej szkole. W latach 1942–1944 prowadziła tajne komplety dla pierwszych klas gimnazjalnych. Po wyzwoleniu pracowała w miejscowej szkole do kwietnia, a potem wyjechała wraz z synem do Bydgoszczy, gdzie podjęła pracę w jednej ze szkół.
W 1946 roku z powodu choroby matki została zmuszona do powrotu w rodzinne strony, gdzie ponownie znalazła zatrudnienie w szkole podstawowej w Łużnej. Poświęcała się również pracy społecznej, prowadziła m.in. kurs dla analfabetów, kółko czytelnicze i dramatyczne. W 1952 r. dzięki jej wysiłkom powstał regionalny Zespół Pieśni i Tańca.
W 1958 roku przeszła na emeryturę, lecz jeszcze przez kilka lat sprawowała opiekę nad szkolną biblioteką. Uroczystość związana z oddaniem do użytku Domu Kultury w Łużnej zbiegła się z zakończeniem przez Annę Leśkiewicz pracy społecznej na rzecz środowiska.
Zmarła 1 września 1980 roku, pochowano ją na cmentarzu parafialnym w Łużnej. Jej imię nosi Szkoła Podstawowa nr 1 w Łużnej.